# 2008 في ألبانيا
تحتوي هذه المقالة على أهم الأحداث التي شهدتها ألبانيا في 2008، إضافة إلى أهم الشخصيات الألبانية المتوفية في هذه السنة.

## الحكم
- رئيس الجمهورية: بامير توبي.
- رئيس الوزراء: صالح بريشا.

## أحداث

### مارس
- 15 مارس : حدوث انفجارات هائلة في مستودعات أسلحة تابعة للجيش الألباني في قرية غارديتش بالقرب من العاصمة تيرانا، خلفت 16 قتيلا وأزيد من 300 جريح وتضرر مطار تيرانا الدولي. استقال وزير الدفاع آنذاك فاتمير ميديو من منصبه بعد الحادثة.[1][2]